# Roupa Nova
Roupa Nova är en brasiliansk musikgrupp, bildad 1980 i Rio de Janeiro.
Deras låtar används ofta i telenovelas soundtracks.

## Medlemmar
- Paulinho: Sång, slagverk
- Serginho Herval: Sång, trummor, bakgrundssångare
- Nando: Bas, sång, bakgrundssångare
- Kiko: Gitarr, klassisk gitarr, bakgrundssångare
- Ricardo Feghali: Piano, keyboards, gitarr, klassisk gitarr, sång, bakgrundssångare
- Cleberson Horsth: Piano, keyboards, bakgrundssångare

## Diskografi
- 1981: Roupa Nova
- 1982: Roupa Nova
- 1983: Roupa Nova
- 1984: Roupa Nova
- 1985: Roupa Nova
- 1987: Herança
- 1988: Luz
- 1990: Frente e Versos
- 1991: Ao Vivo
- 1992: The Best en Español
- 1993: De Volta ao Começo
- 1994: Vida Vida
- 1995: Novela Hits
- 1996: 6/1
- 1997  Através dos Tempos
- 1999  Agora Sim
- 2001: Ouro de Minas
- 2004: RoupaAcústico
- 2006: RoupaAcústico 2
- 2007: Natal Todo Dia
- 2008: 4U (For You)
- 2009: Roupa Nova em Londres
- 2010: Roupa Nova 30 anos
- 2012: Cruzeiro Roupa Nova
- 2013 Roupa Nova Music - Edição Especial de Luxo - 5 DVD:s + 1 Ep - Digipack